# Rothley (Northumberland)
Rothley – wieś w Anglii, w hrabstwie Northumberland. Leży 32 km na północny zachód od miasta Newcastle upon Tyne i 426 km na północ od Londynu. W 2001 miejscowość liczyła 136 mieszkańców.